# Ross Antony/Diskografie
Diese Diskografie ist eine Übersicht über die musikalischen Werke des deutsch-britischen Sängers Ross Antony. Seine erfolgreichste Veröffentlichung ist die Kompilation Willkommen im Club: 20 Jahre, das 2021 Platz drei der deutschen Albumcharts belegte.

## Alben

### Studioalben
| Jahr | Titel                                          | Höchstplatzierung, Gesamtwochen, AuszeichnungChartplatzierungen (Jahr, Titel, Platzierungen, Wochen, Auszeichnungen, Anmerkungen) | Höchstplatzierung, Gesamtwochen, AuszeichnungChartplatzierungen (Jahr, Titel, Platzierungen, Wochen, Auszeichnungen, Anmerkungen) | Höchstplatzierung, Gesamtwochen, AuszeichnungChartplatzierungen (Jahr, Titel, Platzierungen, Wochen, Auszeichnungen, Anmerkungen) | Anmerkungen                                            |
| Jahr | Titel                                          | DE | AT | CH | Anmerkungen                                            |
| ---- | ---------------------------------------------- | --- | --- | --- | ------------------------------------------------------ |
| 2011 | Two Ways                                       | — | — | — | Erstveröffentlichung: 2011 mit Paul Reeves             |
| 2013 | Meine Neue Liebe                               | — | — | — | Erstveröffentlichung: 28. Juni 2013                    |
| 2014 | Goldene Pferde                                 | DE65 (1 Wo.)DE | — | — | Erstveröffentlichung: 24. Oktober 2014                 |
| 2014 | Winterwunderland                               | — | — | — | Erstveröffentlichung: 7. November 2014 mit Paul Reeves |
| 2016 | Tatort Liebe                                   | DE37 (1 Wo.)DE | AT68 (1 Wo.)AT | — | Erstveröffentlichung: 12. Februar 2016                 |
| 2016 | Mein Freund Button – Freunde machen Dich stark | — | — | — | Erstveröffentlichung: 21. Oktober 2016                 |
| 2017 | Aber bitte mit Schlager                        | DE15 (4 Wo.)DE | AT52 (3 Wo.)AT | — | Erstveröffentlichung: 8. September 2017                |
| 2019 | Schlager lügen nicht                           | DE8 (7 Wo.)DE | AT62 (1 Wo.)AT | CH84 (1 Wo.)CH | Erstveröffentlichung: 8. März 2019                     |
| 2020 | Lass es glitzern: Weihnachten mit Ross         | DE32 (3 Wo.)DE | — | — | Erstveröffentlichung: 6. November 2020                 |
| 2023 | 100% Ross                                      | DE8 (2 Wo.)DE | AT64 (1 Wo.)AT | — | Erstveröffentlichung: 16. Juni 2023                    |
| 2025 | 100 Jahre Gute Laune                           | DE2 (1 Wo.)DE | AT22 (1 Wo.)AT | CH75 (1 Wo.)CH | Erstveröffentlichung: 4. Juli 2025                     |

### Kompilationen
| Jahr | Titel                        | Höchstplatzierung, Gesamtwochen, AuszeichnungChartplatzierungen (Jahr, Titel, Platzierungen, Wochen, Auszeichnungen, Anmerkungen) | Höchstplatzierung, Gesamtwochen, AuszeichnungChartplatzierungen (Jahr, Titel, Platzierungen, Wochen, Auszeichnungen, Anmerkungen) | Höchstplatzierung, Gesamtwochen, AuszeichnungChartplatzierungen (Jahr, Titel, Platzierungen, Wochen, Auszeichnungen, Anmerkungen) | Anmerkungen                           |
| Jahr | Titel                        | DE | AT | CH | Anmerkungen                           |
| ---- | ---------------------------- | --- | --- | --- | ------------------------------------- |
| 2021 | Willkommen im Club: 20 Jahre | DE3 (4 Wo.)DE | AT16 (2 Wo.)AT | CH47 (1 Wo.)CH | Erstveröffentlichung: 13. August 2021 |

Weitere Kompilationen
- 2022: Das Beste für Alle
- 2022: Willkommen im Club: Die Duette

## Singles

### Als Leadmusiker
- 2000: … And That’s the Way It Is!
- 2001: Intimate
- 2008: Endlich da
- 2009: Zeig dein Gesicht (Teil des Charity-Projekts Alle für Alle)
- 2013: Do You Speak English
- 2013: Ding Ding Dong
- 2014: Kettenkarussell
- 2014: Goldene Pferde
- 2016: Tatort Liebe
- 2017: Schneewalzer
- 2018: Picknick am See
- 2018: Ich bin, was ich bin
- 2018: Auf einmal (Weihnachtsschlager) (als Teil von Schlagerstars für Kinder)
- 2019: 1000 und 1 Nacht (Tausendmal berührt)
- 2020: Quando, Quando, Quando ("Mit oder mit ohne"-Remix)
- 2020: Goodbye Papa
- 2020: Heller (High Heels) (mit Marcella Rockefeller & FASO)
- 2020: Hand in Hand (Teil des Projekts Hand in Hand All Stars)
- 2021: Willkommen im Club
- 2023: Lass die Liebe Liebe sein
- 2023: Ich lieb die Liebe
- 2024: Danke
- 2024: Sugar, Sugar
- 2025: Halt mich fest
- 2025: Nah Neh Nah

### Als Gastmusiker
| Jahr | Titel Album                       | Höchstplatzierung, Gesamtwochen, AuszeichnungChartplatzierungen (Jahr, Titel, Album, Platzierungen, Wochen, Auszeichnungen, Anmerkungen) | Höchstplatzierung, Gesamtwochen, AuszeichnungChartplatzierungen (Jahr, Titel, Album, Platzierungen, Wochen, Auszeichnungen, Anmerkungen) | Höchstplatzierung, Gesamtwochen, AuszeichnungChartplatzierungen (Jahr, Titel, Album, Platzierungen, Wochen, Auszeichnungen, Anmerkungen) | Anmerkungen                                                                |
| Jahr | Titel Album                       | DE | AT | CH | Anmerkungen                                                                |
| ---- | --------------------------------- | --- | --- | --- | -------------------------------------------------------------------------- |
| 2008 | Dschungel Wahnsinn –              | DE17 (7 Wo.)DE | AT75 (1 Wo.)AT | — | Erstveröffentlichung: 18. Januar 2008 Achim Petry feat. Dschungel Allstars |
| 2010 | I Can’t Dance Alone Ancora Musica | DE26 (7 Wo.)DE | AT49 (4 Wo.)AT | — | Erstveröffentlichung: 5. Februar 2010 Giovanni Zarrella feat. Ross Antony  |

Weitere Gastbeiträge
- 2023: Viel mehr als das Beste (mit Eloy de Jong)

## Sonderveröffentlichungen

### Alben
- 2012: Two Ways: Special Winter Edition (mit Paul Reeves)
- 2015: Goldene Pferde (Very British Edition)
- 2020: Schlager lügen nicht: mal laut & mal leise

### Gastbeiträge
- 2014: Schlittenfahrt (Sleigh Ride) (mit Stefanie Hertel, auf ihrem Album Dezembergefühl)
- 2015: Schau mal herein (mit Linda Fäh, auf ihrem Album Du kannst fliegen)
- 2015: Was kostet die Welt (mit Ireen Sheer, auf ihrem Album Showtime)
- 2018: Schön ist es auf der Welt zu sein (mit Michael Hirte, auf seinem Album Duette)
- 2018: Karneval (mit Andrea Jürgens, auf ihrem Album Auf Du und Du)
- 2019: 100.000 Volt (mit Maximilian Arland, auf seinem Album 25 Jahre Maximilian Arland und Freunde)
- 2019: Samstag Nacht (Schlager Fox Mix) (mit DJ Pierre, auf seinem Album So Geil! (Die 90er))
- 2020: Und wir waren wie Vampire (mit Jürgen Drews, auf seinem Album Das Ultimative Jubiläums Best-Of)
- 2021: Cecilia (mit Art Garfunkel Jr., auf seinem Album Wie Du: Hommage an meinen Vater)
- 2021: Sole Mio (mit Calimeros, auf ihrem Album Freunde wie wir)
- 2021: Happy Xmas (War Is Over) (mit The Golden Voices of Gospel, auf ihrem Album Hallelujah)
- 2022: In allen Farben (mit Francine Jordi, auf ihrem Album Leben)

### Samplerbeiträge
- 2019: Joana (Wir lieben Roland: Die größten Kaiser Hits und die besten Coverversionen seiner Hits)
- 2019: Angie (Stars gratulieren und singen die größten Hits der Flippers)
- 2022: So ein schöner Tag (Fliegerlied) (Giraffenaffen 7 – Die große Geburtstagsfeier (Party mit Schlagerstars))
- 2022: Heute Nacht (Ku’damm 56 – Das Musical O.S.T.)

## Statistik

### Chartauswertung
|                     | DE    | AT    | CH    |
| ------------------- | ----- | ----- | ----- |
| Nummer-eins-Alben   | DE—DE | AT—AT | CH—CH |
| Top-10-Alben        | DE4DE | AT—AT | CH—CH |
| Alben in den Charts | DE8DE | AT6AT | CH3CH |

|                       | DE    | AT    | CH    |
| --------------------- | ----- | ----- | ----- |
| Nummer-eins-Singles   | DE—DE | AT—AT | CH—CH |
| Top-10-Singles        | DE—DE | AT—AT | CH—CH |
| Singles in den Charts | DE2DE | AT2AT | CH—CH |